# Маргарет (принцеса Великої Британії)
Принцеса Маргарет Роуз, графиня Сноудонська, CI, GCVO, GCStJ, CD (англ. Margaret Rose; 21 серпня 1930 — 9 лютого 2002) — молодша дочка короля Георга VI та королеви Єлизавети. Молодша сестра королеви Єлизавети II. Починаючи з 1950-х, стала однією з найвідоміших світських левиць та мішеней преси за нетиповий для королівської родини стиль життя: прозвана «бунтівною принцесою», завсідниця лондонських клубів охоче з'являлася в середовищі рокерів зі склянкою спиртного і довгим мундштуком в руці, а її розлучення стало скандалом.

## Життєпис
Принцеса Маргарет народилася 21 серпня 1930 року в замку Глеміс (Glamis) у Шотландії. Вона була молодшою дочкою Георга VI і Єлизавети Боуз-Лайон, на той час герцога і герцогині Йоркських. Принцесу охрестили в каплиці Букінгемського палацу. Її хрещеним батьком став старший брат її батька — майбутній Едуард VIII, а хрещеною матір'ю — Інгрід, уроджена Принцеса Швеції, згодом — королева Данії. Протягом усього дитинства принцесу Маргарет виховували сестра, з якою вона проводила більшість часу, і її наставники.
Її життя змінилося в шість років, коли 1936 року її дядько, Едуард VIII, зрікся престолу, і батько Маргарет зійшов на британський престол. Сестра Маргарет стала спадкоємицею, а Маргарет була другою в черзі на трон. Її позиція в лінії спадкоємства зменшилася протягом наступних десятиліть, коли народилися діти та онуки Єлизавети.
Під час Другої світової війни сестри залишилися у Віндзорському замку, попри численні бомбардування Лондона і незважаючи на пропозиції евакуювати їх до Канади. У воєнні роки Маргарет була надто молодою для виконання офіційних обов'язків і продовжила навчання, їй було дев'ять років, коли почалася війна, і виповнилося п'ятнадцять відразу після закінчення військових дій.
Починаючи з 1950-х, Маргарет стала однією з найвідоміших світських левиць, прославившись своїм гламурним способом життя та відомими романами. Найвідомішим є те, що на початку 1950-х вона закохалася в капітана Пітера Таунсенда. У 1952 році її батько помер, сестра стала королевою і Таунсенд розлучився з дружиною. Він зробив пропозицію Маргарет на початку наступного року. Багато хто в уряді вважали, що він був би невідповідним чоловіком для 22-річної сестри королеви, і архієпископ Кентерберійський відмовився схвалити її шлюб з розлученцем. Щоб одружитися з ним, принцеса Маргарет мусила була б, відповідно до правил королівського двору, досягти 25 років, відмовитися від свого королівського титулу і від витрат на своє утримання. Після кількох років роману Маргарет відмовилася від своїх планів з Таунсендом, публічно повідомила про свій розрив з ним, «зважаючи на обов'язки щодо своєї країни».
Маргарет належала до лондонської еліти й стала ціллю папараці того часу. Її помічали у товаристві Джона Тернера, який згодом став прем'єр-міністром Канади.
6 травня 1960 року Маргарет Роуз полюбила фотографа, нащадка дрібного валлійського дворянського роду, Ентоні Армстронга-Джонса, якому королева дала титул графа Сноудонського і віконта Лінлі. У шлюбі народила двох дітей:
1978 року граф і графиня Сноудонські розлучилися через роман принцеси Маргарет з баронетом Родді Ллевелліном.
Маргарет Роуз була неоднозначною членкинею британської королівської родини. Її розлучення викликало багато негативного розголосу, а її приватне життя багато років було предметом спекуляцій ЗМІ та королівських спостерігачів. Її прозвали «бунтівною принцесою» через її скандальну поведінку: вона стала завсідницею лондонських клубів і охоче з'являлася в середовищі рокерів, зі склянкою спиртного і довгим мундштуком в руці.

### Здоров'я

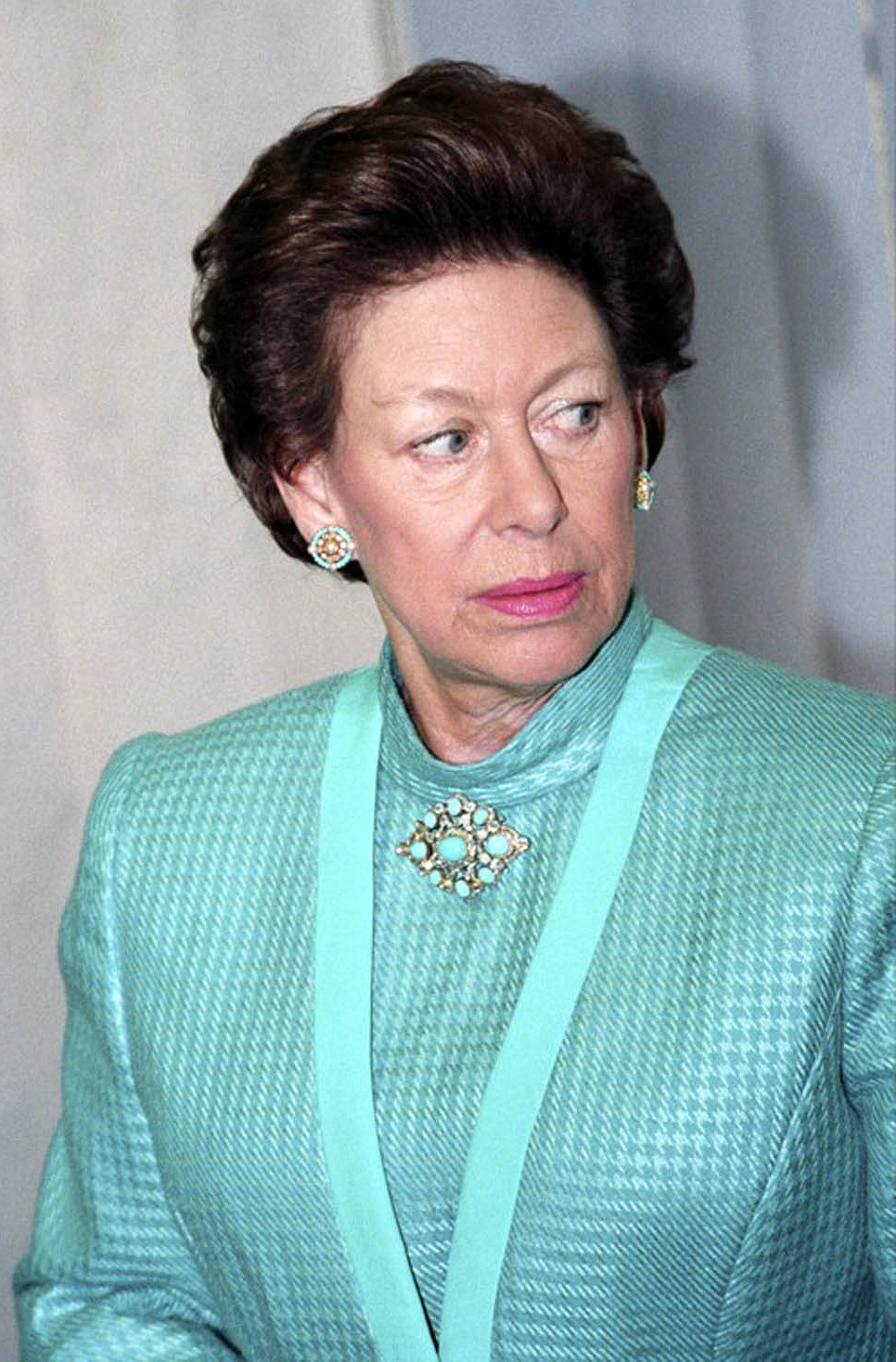
Маргарет у подальшому житті

Все життя Маргарет Роуз було затьмарене хворобою та інвалідністю. Вона почала курити сигарети в ранньому підлітковому віці і продовжувала багато років. У 1970-х вона пережила нервовий зрив і лікувалася від депресії у Марка Коллінза, психіатра з клініки Пріорі. Пізніше вона страждала від мігрені, ларингіту та бронхіту.
Починаючи з 1980-х її здоров'я значно погіршилося. Преса заявляла, що вона курить до 60 сигарет на день і захоплюється джином. 5 січня 1985 року їй видалили частину лівої легені; операція проводила паралелі з операцією її батька 34 роки тому. У 1991 році вона кинула палити, хоча продовжувала пити.
У січні 1993 року принцеса потрапила до лікарні через пневмонію. Вона пережила легкий інсульт 23 лютого 1998 року у своєму будинку відпочинку на Мустіку. На початку наступного року вона отримала серйозні опіки на ногах під час нещасного випадку у ванній кімнаті, що вплинуло на її рухливість, оскільки вона потребувала підтримки під час ходьби та іноді користувалася інвалідним візком. Її госпіталізували 10 січня 2001 року через втрату апетиту та проблеми з ковтанням після чергового інсульту. До березня 2001 року інсульти призвели до часткового порушення зору та паралічу лівого боку.
Принцеса Маргарет померла в лікарні короля Едуарда VII у Лондоні о 6:30 (GMT) 9 лютого 2002 року у віці 71 року, через день після четвертого інсульту, який супроводжувався серцевими проблемами та через три дні після 50-річчя смерті батька. Старший син її сестри, Чарльз, тоді принц Уельський, віддав данину пам'яті своїй тітці в телетрансляції. Британські політики та іноземні лідери також надіслали свої співчуття. Після її смерті в церкві Святої Марії Магдалини та замку Глеміс відбулися приватні панахиди.
Труну Маргарет, завішану її особистим штандартом, перевезли з Кенсінгтонського палацу до Сент-Джеймського палацу перед її похоронами. Похорони відбулися 15 лютого 2002 року, у 50-ту річницю похорону її батька. Відповідно до її побажань, церемонія була приватною службою в каплиці Святого Георгія Віндзорського замку для родини та друзів. На відміну від більшості інших членів королівської родини, принцеса Маргарет була кремована в крематорії Слау. Її прах було поміщено в Королівському сховищі в каплиці Святого Георгія, а потім перенесено до могили її батьків, короля Георга VI і королеви-матері Єлизавети (яка померла через сім тижнів після Маргарет), у меморіальній каплиці короля Георга VI через два місяці. Державна меморіальна служба відбулася у Вестмінстерському абатстві 19 квітня 2002 року. Інша меморіальна служба з нагоди 10-ї річниці смерті принцеси Маргарет і королеви-матері відбулася 30 березня 2012 року в Каплиці Святого Георгія Віндзорського замку, де були присутні королева та інші члени королівської родини.

## Громадське життя
Серед перших офіційних зобов'язань принцеси Маргарет Роуз був спуск на воду океанського лайнера Edinburgh Castle у Белфасті в 1947 році.  Згодом вона вирушила в численні тури різними місцями; у своєму першому великому турі вона приєдналася до батьків і сестри в турі Південною Африкою в 1947 році. Її тур на борту Британії до британських колоній у Карибському басейні в 1955 році викликав сенсацію у Вест-Індії, і каліпсос був присвячений їй.  Коли колонії Британської Співдружності націй прагнули стати державою, принцеса Маргарет Роуз представляла корону на церемоніях незалежності на Ямайці в 1962 році та Тувалу та Домініка в 1978 році. Її візит до Тувалу був перерваний через хворобу, яка, можливо, була вірусною пневмонією, і її доправили до Австралії для одужання. Інші закордонні тури включали Східну Африку та Маврикій у 1956, США у 1965, Японію у 1969 та 1979, США та Канаду у 1974, Австралію у 1975, Філіппіни — 1980, Свазіленд — 1981, Китай — 1987.
У серпні 1979 року Луїс Маунтбаттен, 1-й граф Маунтбаттен з Бірми, і члени його родини були вбиті бомбою, закладеною Тимчасовою ірландською республіканською армією. Того жовтня, під час благодійного туру США від імені Королівського оперного театру, принцеса Маргарет Роуз сиділа на обіді в Чикаго з оглядачем Аброю Андерсон і меркою Джейн Бірн. Маргарет сказала їм, що королівська родина була зворушена численними листами співчуття з Ірландії. Наступного дня конкурент Андерсона Ірв Купчінет опублікував заяву про те, що нібито принцеса Маргарет називала ірландців «свинями». Маргарет, Андерсон і Бірн негайно відмовили, але шкоди вже було завдано. Решта туру викликала демонстрації, а охорона принцеси Маргарет була подвоєна перед лицем фізичних загроз.
Остання публічна поява Маргарет Роуз була на святкуванні 101-го дня народження її матері в серпні 2001 року, а також на святкуванні 100-річчя її тітки, принцеси Аліси, герцогині Глостерської, у грудні того ж року.

## Спадщина

### Мода і стиль
За життя принцесу Маргарет вважали іконою моди. Її погляди в моді отримала прізвисько «Погляд Маргарет». Принцеса, яку називають «королівською бунтаркою», створила свій стиль на відміну від первісного та позачасового стилю своєї сестри, використовуючи модні аксесуари, такі як яскраві кольорові хустки та гламурні сонцезахисні окуляри. Маргарет налагодила тісні стосунки з ательє Крістіана Діора, носила його дизайни протягом усього свого життя та стала однією з його найвідоміших клієнток. У 1950 році він розробив сукню кремового кольору, яку вона одягла на свій 21-й день народження, вона була названа знаковою частиною історії моди. Протягом десятиліття принцеса була відома тим, що носила сукні з квітковим принтом, бальні сукні яскравих відтінків і розкішні тканини, прикрашені діамантами, перлами та хутряними палантинами. Британський Vogue писав, що стиль Маргарет «розвивався» в середині 60-х років, коли вона фотографувалася разом із такими знаменитостями, як The Beatles, Френк Сінатра та Софі Лорен. Принцеса Маргарет також була відома своїми «розкішними» капелюхами та головними уборами, включно з капелюхом з канаркового пір'я, який носили під час візиту на Ямайку в 1962 році, і капелюхом-дотом з павиного пір'я на Royal Ascot 1973 року.
У квітні 2007 року в Кенсінгтонському палаці відкрилася виставка під назвою Princess Line — The Fashion Legacy of Princess Margaret, яка демонструвала сучасну моду від британських дизайнерів, таких як Вів'єн Вествуд, натхненну спадщиною стилю принцеси Маргарет.

### У популярній культурі
Серед акторок, які зіграли роль принцеси Маргарет Роуз, Люсі Коху («Сестра королеви»), Кеті Мак-Грат («Королева»), Рамона Маркес («Король говорить!»), Бел Паулі («Королівська ніч»), Олівія Бенджамін («Батько Браун»), Ванесса Кірбі, Гелена Бонем Картер і Леслі Менвілл, які зобразили різні етапи життя Маргарет під час серіалу «Корона» з 2016 року по теперішній час.

## Нагороди
- CI: Компаньйон ордена Корони Індії, 12 червня 1947 [20]
- GCVO: Дама Великого Хреста Королівського Вікторіанського ордена, 1953
- GCStJ: Дама Великого Хреста ордена св. Іоанна Єрусалимського, 1956
- Королівський Вікторіанський ланцюг, 1990
- Орден королівського дому Короля Георга V
- Орден королівського дому Короля Георга VI
- Орден королівського дому Королеви Єлизавети II

### Іноземні нагороди
- Великий хрест ордена Нідерландського лева 1948
- Орден Діамантової Зірки Занзібару 1 класу 1956
- Великий хрест ордена Корони (Бельгія, 1960 )
- Order of the Crown, Lion and Spear of Toro Kingdom (Уганда, 1965 )
- Орден Дорогоцінної корони 1 класу (Японія, 1971)

## Генеалогічне древо Маргарет Роуз
| Предки 1. Маргарет Роуз, принцеси Великої Британії | Предки 1. Маргарет Роуз, принцеси Великої Британії        | Предки 1. Маргарет Роуз, принцеси Великої Британії          |
| -------------------------------------------------- | --------------------------------------------------------- | ----------------------------------------------------------- |
| 2. Батько: Георг VI                                | 4. Дід: Георг V                                           | 8. Прадід: Едуард VII, король Великої Британії              |
| 2. Батько: Георг VI                                | 4. Дід: Георг V                                           | 9. Прабабуся: Олександра Данська                            |
| 2. Батько: Георг VI                                | 5. Бабуся: Марія Текська                                  | 10. Прадід по жіночій лінії: Франц Текський                 |
| 2. Батько: Георг VI                                | 5. Бабуся: Марія Текська                                  | 11. Прабабуся по жіночій лінії: Марія Аделаїда Кембриджська |
| 3. Мати: Єлизавета Боуз-Лайон                      | 6. Дід по жіночій лінії: Клод Джордж Боуз-Лайон           | 12. Прадід по жіночій лінії: Клод Боуз-Лайон                |
| 3. Мати: Єлизавета Боуз-Лайон                      | 6. Дід по жіночій лінії: Клод Джордж Боуз-Лайон           | 13. Прабабуся по жіночій лінії: Франсіс Дора Сміт           |
| 3. Мати: Єлизавета Боуз-Лайон                      | 7. Бабуся по жіночій лінії: Сесілія Ніна Кавендіш-Бентинк | 14. Прадід по жіночій лінії: Чарльз Вільям Кавендіш-Бентинк |
| 3. Мати: Єлизавета Боуз-Лайон                      | 7. Бабуся по жіночій лінії: Сесілія Ніна Кавендіш-Бентинк | 15. Прабабуся по жіночій лінії: Каролайн Луїза Барнабі      |